# バスカー・バスカー
バスカー・バスカー（英語: Busker Busker）は、チャン・ポムジュン、ブラッド、キム・ヒョンテの3人で構成される大韓民国のロックバンド。バスカー・バスカーは2011年のスーパースターK3に参加して準優勝を獲得した。その後2012年3月29日に初のアルバム『バスカー・バスカー』を発表し、2012年6月21日にEP『バスカー・バスカー第1集まとめ』を発表した。

## 経歴

### 2011年12月：結成過程及び「スーパースターK3」
バスカー・バスカーのチャン・ポムジュンとキム・ヒョンテは、元々祥明大学校天安キャンパスアニメーション学科の先輩・後輩の仲であり、ブラッドは祥明大学校の英語講師であった。チャン・ポムジュンは通りの楽士を意味するバスカーを二回使用したバスカー・バスカーというバンドを結成し、バスカー・バスカーは20名で構成され、天安の大道芸文化を行う目的で結成された。彼らは天安を中心に活動しながらシンブ洞、公園、大学校、各種行事などで与えられた場合に限って2名から6名以上のメンバーで活動した。バスカー・バスカーは自身の音楽を試す目的で天安で広大な大道芸をして拡大し、こうした中でKBSの「ドキュメンタリー3日」の目に留まり暫く出演したことがあった。2011年4月、チャン・ポムジュンはMnet「スーパースターK3」に参加して、バスカー・バスカーとは大道文化活動を伝えたい喜びから参加しているとした。オーディション地域予選当時のメンバーのチャン・ポムジュン、ブラッド、キム・ヒョンテの3名で参加して、これが基本メンバーとなった。
| 公演日         | アーティスト         | 公演曲                 |
| -------------- | -------------------- | ---------------------- |
| 2011年9月30日  | 金光辰               | 〈동경소녀〉           |
| 2011年10月7日  | リッキー・マーティン | "Livin' La Vida Loca"  |
| 2011年10月14日 | パニック             | 〈정류장〉             |
| 2011年10月21日 | ハヤブサ             | 〈어쩌다 마주친 그대〉 |
| 2011年10月28日 | 尹鍾信               | 〈막걸리나〉           |
| 2011年11月4日  | BoA                  | "Valenti"              |
| 2011年11月11日 | イ・スヨン           | 〈I Believe〉          |

バスカー・バスカーは2011年にスーパースターK3に参加して認知度を上げた。初めにチャン・ポムジュンがスーパースターK3の電話予選に参加して合格した。自作曲「이상형」とパク・チユンの「성인식」で本選に進出したバスカー・バスカーは、スーパーウィークでトゥケウォルと一緒に「줄리엣」を歌った。しかし既に2チームのバンドが合格した状況でバスカー・バスカーは脱落した。当時チャン・ポムジュンは「満足していてここまで認められたことは感謝して余りあるし余りにも幸せなことです」と最後のインタビューを残してメンバーと天安に戻った。しかしバンドがTop10に落ち着くと、他のバンドが不意に離脱したため追加で合格し、再び他のバンドヘイズ（Haze）とTop11で9月30日に初の生放送を行った。この舞台に招待した金光辰の「동경소녀」でTop9に選ばれ成功し、同様にこのガオンチャートなどの音源チャートで高い順位を占め、コリアK-Popホット1001位を達成した。以後「정류장」や「막걸리나」などの曲で共演したTop2まで進出し、オンライン事前投票では放送期間中6週間も1位になった。ウララセッションでの決勝戦で準優勝になり、決勝戦で発表した「서울사람들」が、各種オンラインチャートで1位になった.。

### 2012年「バスカー・バスカー」としての正式デビュー
バスカー・バスカーは2012年3月29日のデビューアルバムである初めての正規アルバムバスカー・バスカー第1集を発売した。タイトル曲「벛꽃 엔딩」は、ガオンデジタル綜合チャートで1位を獲得し、「첫사랑」や「여수밤바다」が、次いで2位と3位になるなど10位圏内に6曲が入った。それどころかコリアK-Popホット100で「벛꽃 엔딩」が同様に1位に輝き、10位圏内に5曲が入った。その上、ガオンアルバムチャートでも1位になった。以後アルバムは粘り強く売れ、2012年5月には10万枚を突破した。ガオンチャートで2012年5月までバスカー・バスカーはデビューアルバム11曲の総ダウンロード数が1300万件を突破したと発表し、最も多くダウンロードされた「벛꽃 엔딩」（218万件）を含め11曲中6曲が100万件を突破した。2012年6月21日には初めてのアルバムであるミニアルバムバスカー・バスカー第1集まとめを発表した。このアルバムに収録された歌は、元々デビューアルバムに収録される予定であったが、「春」と「夏」は、テーマが異なっていた為に別途発売された。デビューアルバムとテーマは、異なるものとなった。『バスカー・バスカー第1集まとめ』はコリアK-Popホット100で「実際に愛する曲である」ゆえに1位は勿論のこと10位圏内に4曲が入るほどに全アルバムは人気を博した。ガオンチャートでもやはり10位圏内に4曲が入り、アルバムチャートでも1位になった。バスカー・バスカーは6月22日と23日の両日にわたってソウルのオリンピック公園のオリンピックホールで開催した「青春バス」アンコールコンサートなどの最初にして最後のアルバム活動を終えた。

## メンバー
| 姓名               | 紹介 |
| ------------------ | --- |
| チャン・ポムジュン | - 生年月日：1989年5月16日（35歳） - 出生地：光州広域市 - ポジション：リーダー、ボーカル、ギター - 学歴：祥明大学校漫画・デジタルコンテンツ学部デジタルコンテンツ専攻                                         |
| ブラッド           | - 本名：Bradley Ray Moore - 生年月日：1984年8月3日（40歳） - 出生地：オハイオ州シンシナティ - ポジション：ドラムス - 学歴：University of Missouri - 特記事項：（前）祥明大学校天安キャンパス英語英文学部教授 |
| キム・ヒョンテ     | - 生年月日：1991年12月21日（33歳） - 出生地：慶尚南道金海市 - ポジション：ベース - 学歴：祥明大学校漫画・デジタルコンテンツ学部アニメーション専攻                                                            |

## アルバム一覧
正規版
- 「バスカー・バスカー」（2012年）

EP版
- 「バスカー・バスカー第1集まとめ」（2012年）

## コンサート
スーパースターK3 Top11コンサート
- 2011年12月：「スーパースターK3」

単独コンサート
- 2012年：「青春バス」
  - 2012年5月4日～6日 - ソウル（延世大学校100周年記念館）
  - 2012年5月12日 - 全州（全北大学校三星文化館）
  - 2012年5月19日 - 蔚山（蔚山KBSホール）
  - 2012年5月26日 - 釜山（釜山KBSホール）
  - 2012年6月2日 - 大邱（エクスコオディトリウム）
  - 2012年6月22日～23日 - ソウル（オリンピック公園オリンピックホール）（アンコールコンサート）

その他
- 2012年6月9日（2012レインボーミュージックキャンピングフェスティバル）
- 2012年6月10日（ヒョリのGOLDEN12コンサート）
- 2012年6月24日（歌人との特別な出会いトゥゲザー）
- 2012年7月29日（2012 チサンバレーロックフェスティバル）

## 受賞
| 年度 | 授賞式      | 候補作品      | 受賞部門                     | 結果 |
| ---- | ----------- | ------------- | ---------------------------- | ---- |
| 2012 | 20's Choice | 〈벛꽃 엔딩〉 | 20'sオンラインミュージック賞 | 受賞 |

### 歌謡プログラム1位
| 年度   | 受賞内容                                      |
| ------ | --------------------------------------------- |
| 2012年 | - 벛꽃 엔딩 - 4月12日 Mnet「M! Countdown」1位 |